# هیوستون (بریتیش کلمبیا)

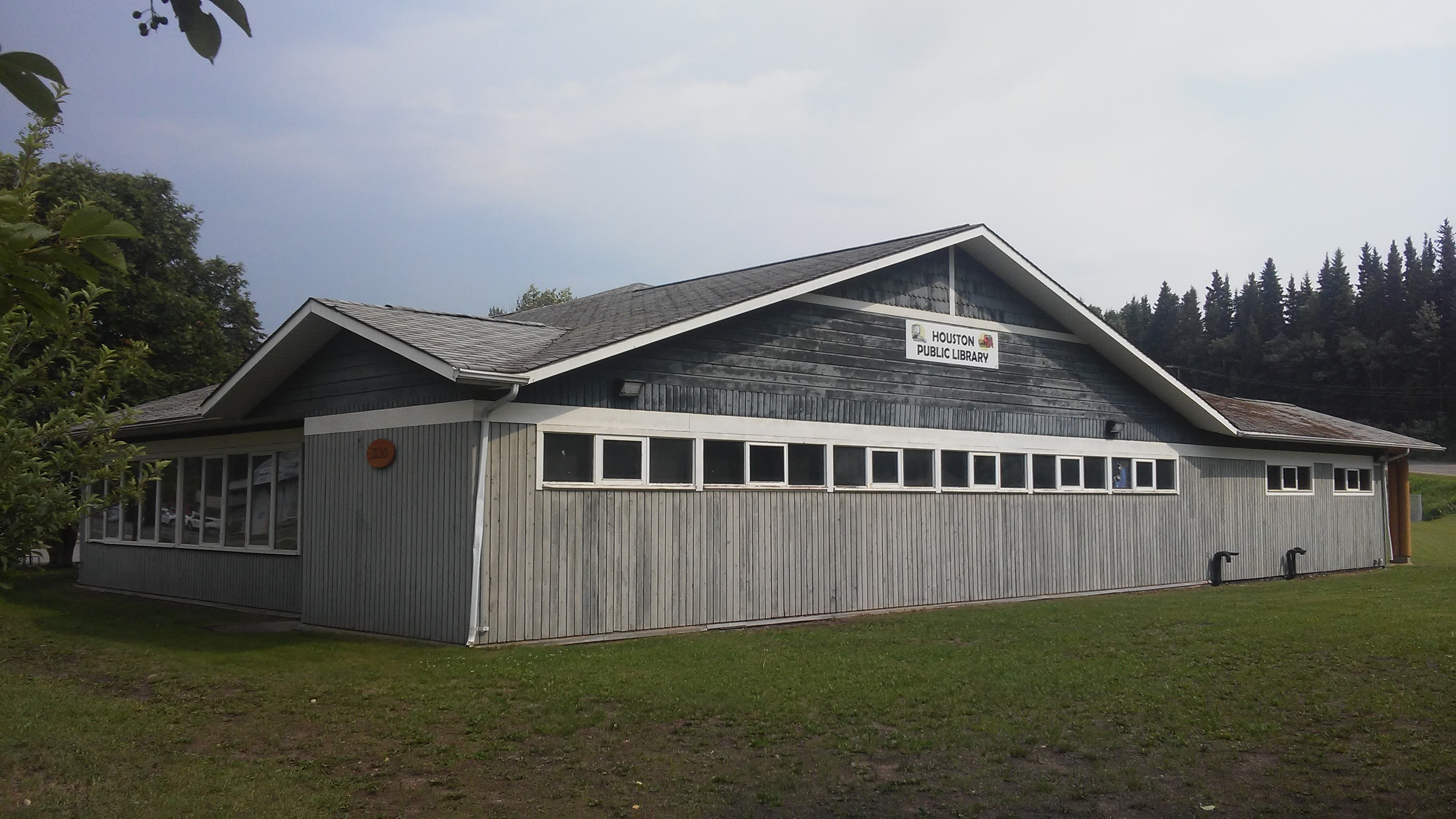
منطقه مسکونی در کانادا

هیوستون (به انگلیسی: Houston) یک منطقهٔ مسکونی در کانادا است که در Regional District of Bulkley-Nechako واقع شده‌است. هیوستون ۷۲٫۹۴ کیلومتر مربع مساحت و ۲٬۹۹۳ نفر جمعیت دارد و ۶۱۰ متر بالاتر از سطح دریا واقع شده‌است.